# Abanti
Gli Abanti o Abantidi furono un popolo di origine tracia che si stabilì nella zona dell'Eubea.

## Mitologia
L'origine del nome Abanti è attribuita a diversi personaggi nome Abante e con un diverso albero genealogico. Abante figlio di Poseidone, Abante figlio di Melampo oppure figlio dell'eroe attico Alcone.

### Iliade
Nell'Iliade di Omero (libro II e IV) si trova descrizione delle conquiste degli Abanti, che occuparono varie città della Grecia antica tra le quali Calcide, Eretria, Eubea ed altre, spingendosi anche nel Peloponneso, a Chio e in Asia Minore.
Sempre dall'Iliade risulta che parteciparono anche alla guerra di Troia, con 40 navi al comando di Elefenore ma al loro ritorno furono sbattuti da una tempesta su un promontorio dell'Illiria.